# Brasil na Copa do Mundo FIFA de 1958
A edição de 1958 da Copa do Mundo FIFA marcou a sexta participação da Seleção Brasileira de Futebol nessa competição. Era o único país a participar de todas as edições do torneio da FIFA, fato que persiste até hoje. 
O Brasil chegava pela segunda vez em uma final e enfrentaria a anfitriã, Suécia. A seleção brasileira obteria seu primeiro título mundial. O capitão foi Bellini.
Após chegar perto da conquista nas edições de 1938 (3º lugar) e de 1950 (vice-campeonato), além do fracasso no Mundial de 1954, a seleção brasileira montou para o campeonato mundial na Suécia um esquema que primava pela organização, comparado à completa bagunça dos anos anteriores. O empresário paulista Paulo Machado de Carvalho chefiou a delegação que viajou para a Suécia, que contava até mesmo com um psicólogo.
O esquema tático do técnico brasileiro Vicente Feola fazia com que Zagallo atacasse e recuasse para marcar no meio-campo, dando origem ao 4-3-3. Com isso, o Brasil mostrou a mais sólida defesa do Mundial (quatro gols sofridos, ao lado do País de Gales). A frente era composta pelo trio Pelé, Garrincha e Vavá.

## Eliminatórias
Na disputa de uma das três vagas destinadas a seleções sul-americanas para a Copa de 1958, o Brasil caiu no Grupo 1, ao lado das seleções do Peru e da Venezuela. Mas os venezuelanos desistiriam da disputa pouco antes dos duelos. Com isso, a decisão de uma das vagas da CONMEBOL ficou restrita a brasileiros e peruanos.
Os jogos contra o Peru foram tensos, devido a partida do Campeonato Sul-Americano de Futebol de 1957 que não chegou a terminar. Em Peru, 1 a 1. Terry abriu o placar para os peruanos e Índio recebeu passe de Bellini e empatou o jogo em chute de meia distância. Na volta no Maracanã, 120 mil pessoas assistiram o jogo decisivo. O peruano Carlos Lazon colocou uma bola no poste. Garrincha pôs outra. E Didi de falta, a chamada Folha seca, falta sofrida por Índio, decidiu o jogo e o Brasil se classificou para a Copa do Mundo.
CONMEBOL - Grupo 1
| Pos. | Seleção | P | J | V | E | D | GP | GC | SG |
| ---- | ------- | - | - | - | - | - | -- | -- | -- |
| 1    | Brasil  | 3 | 2 | 1 | 1 | 0 | 2  | 1  | +1 |
| 2    | Peru    | 1 | 2 | 0 | 1 | 1 | 1  | 2  | –1 |

A  Venezuela desistiu.
| 13 de abril de 1957 | Peru      | 1 – 1     | Brasil    | Estádio Nacional do Peru, Lima                    |
|                     | Terry 37' | Relatório | Índio 48' | Público: 42 000 Árbitro: URU Washington Rodríguez |

| 21 de abril de 1957 | Brasil   | 1 – 0     | Peru | Maracanã, Rio de Janeiro                     |
|                     | Didi 11' | Relatório |      | Público: 120 000 Árbitro: URU Esteban Marino |

- Classificado: Brasil

## Preparação
Vicente Feola, que inicialmente foi indicado para assistente-técnico, foi designado o treinador da equipe. Convocou 31 jogadores, sendo mais dois extras aos treinos (Almir Pernambuquinho e Roberto Belangero).
O grupo foi submetido a exames médicos e odontológicos na cidade do Rio de Janeiro e em 10 de abril de 1958 seguiram para Poços de Caldas para a primeira fase da preparação, permanecendo ali 11 dias. A seguir o grupo instalou-se em Araxá para uma semana de treinos. No retorno ao Rio de Janeiro, os primeiros cortes foram feitos: o goleiro Carlos Alberto Cavalheiro da Portuguesa, o lateral Cacá do Fluminense, o volante Chico Formiga do Palmeiras, o volante Pampolini do Botafogo e o meia Almir Pernambuquinho do Vasco da Gama.
Providenciados jogos treino no Pacaembu contra o Corinthians e no Maracanã contra o Flamengo, antes de duas partidas contra o Paraguai (5-1) e (0-0) e duas contra a Bulgária (3-0) e (3-1). Em seguida foi divulgado os nomes dos últimos cortes: o goleiro Ernani Ribeiro Guimarães do Bangu, Jadir do Flamengo, Altair do Fluminense, Gino do São Paulo e Canhoteiro do São Paulo.
A seleção embarcou em 24 de maio e realizou duas partidas amistosas na Itália: em Florença contra a Fiorentina (4-0) e Internazionale (4-0). Chegou ao vilarejo de Hindås próximo a Gotemburgo, que foi o local de concentração da Seleção durante a Copa. A equipe brasileira foi muito modificada ao longo da preparação. Dos três brasileiros eleitos para a equipe ideal do Campeonato Sul-Americano de Futebol de 1957, Roberto Belangero não foi ao mundial, Pepe foi reserva e Djalma Santos começou o mundial no banco de reserva. Jogadores como Pelé, Garrincha e Vavá também começaram o torneio como reservas. 
Pelé foi o jogador mais jovem da história das copas do mundo até Norman Whiteside bater o recorde na Copa do Mundo FIFA de 1982.

## Delegação brasileira
Jogadores
| Nº Camisa | Jogador       | Posição  | Idade                | Clube                                 | Jogos | Gols |
| --------- | ------------- | -------- | -------------------- | ------------------------------------- | ----- | ---- |
| 1         | Castilho      | Goleiro  | 31 anos (27.04.1927) | Fluminense                            | 0     | 0    |
| 2         | Bellini       | Zagueiro | 28 anos (7.6.1930)   | Vasco da Gama                         | 6     | 0    |
| 3         | Gilmar        | Goleiro  | 27 anos (22.8.1930)  | Corinthians                           | 6     | 0    |
| 4         | Djalma Santos | Lateral  | 29 anos (27.2.1929)  | Portuguesa                            | 1     | 0    |
| 5         | Dino Sani     | Meia     | 26 anos (23.5.1932)  | São Paulo                             | 2     | 0    |
| 6         | Didi          | Meia     | 28 anos (8.10.1929)  | BotafogoBotafogo de Futebol e Regatas | 6     | 1    |
| 7         | Zagallo       | Atacante | 26 anos (9.8.1931)   | Flamengo                              | 6     | 1    |
| 8         | Oreco         | Lateral  | 22 anos (18.5.1936)  | Corinthians                           | 0     | 0    |
| 9         | Zózimo        | Zagueiro | 25 anos (19.6.1932)  | Bangu                                 | 0     | 0    |
| 10        | Pelé          | Atacante | 17 anos (23.10.1940) | Santos                                | 4     | 6    |
| 11        | Garrincha     | Atacante | 24 anos (28.10.1933) | Botafogo                              | 4     | 0    |
| 12        | Nilton Santos | Lateral  | 33 anos (16.5.1925)  | Botafogo                              | 6     | 1    |
| 13        | Moacir        | Meia     | 22 anos (18.5.1936)  | Flamengo                              | 0     | 0    |
| 14        | De Sordi      | Lateral  | 27 anos (14.2.1931)  | São Paulo                             | 5     | 0    |
| 15        | Orlando       | Zagueiro | 22 anos (20.9.1935)  | Vasco da Gama                         | 6     | 0    |
| 16        | Mauro         | Zagueiro | 25 anos (13.6.1932)  | São Paulo                             | 0     | 0    |
| 17        | Joel          | Atacante | 26 anos (23.11.1931) | Flamengo                              | 2     | 0    |
| 18        | Mazzola       | Atacante | 19 anos (24.7.1938)  | Palmeiras                             | 3     | 2    |
| 19        | Zito          | Meia     | 25 anos (8.8.1932)   | Santos                                | 4     | 0    |
| 20        | Vavá          | Atacante | 23 anos (12.12.1934) | Vasco da Gama                         | 4     | 5    |
| 21        | Dida          | Atacante | 24 anos (26.3.1934)  | Flamengo                              | 1     | 0    |
| 22        | Pepe          | Atacante | 23 anos (25.2.1935)  | Santos                                | 0     | 0    |

- Chefe: Paulo Machado de Carvalho
- Secretário: Abílio de Almeida
- Tesoureiro: Adolpho Marques Júnior
- Delegado ao Congresso: Luiz Murgel

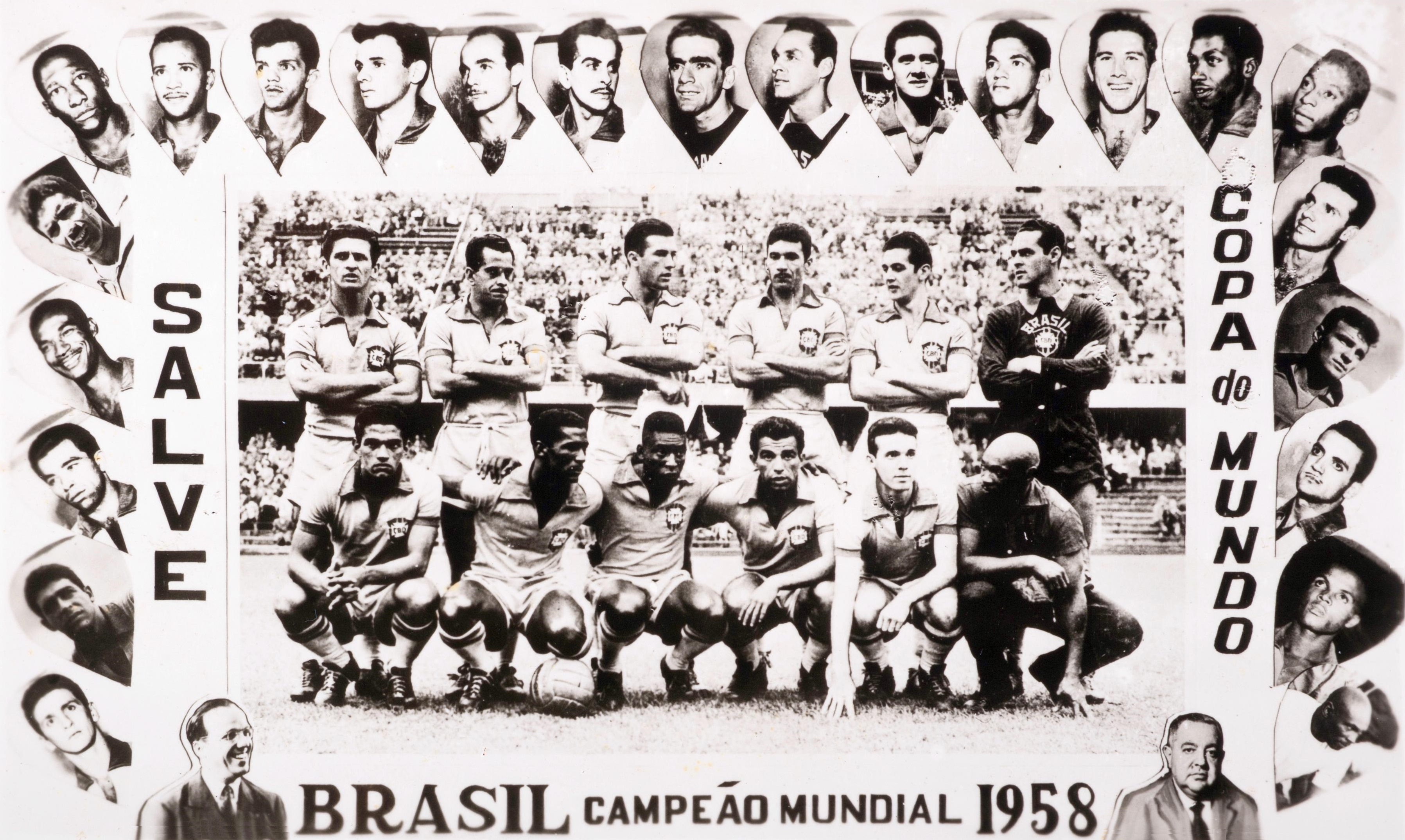
Delegação brasileira da Copa de 1958

Gilmar, Vicente Feola e Belini com a taça da Copa do Mundo.

- Supervisor técnico: Carlos Nascimento
- Técnico: Vicente Feola
- Preparador físico: Paulo Amaral
- Observador técnico: José de Almeida
- Psicólogo: João Carvalhaes
- Médico: Hilton Gosling
- Dentista: Mário Trigo Loureiro[3][4]
- Massagista: Mário Américo
- Auxiliar: Francisco de Assis (roupeiro)

## A Copa

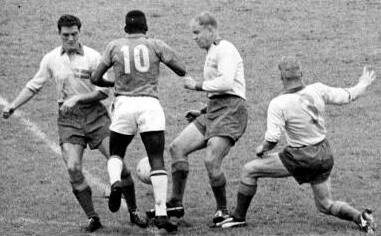
Pelé, na final da Copa, driblando os jogadores suecos

Com um elenco fabuloso, a Seleção Brasileira enfim obteve o título de campeão mundial na Copa de 1958, após este lhe escapar em edições anteriores, e viu Pelé e Garrincha despontarem como grandes craques do futebol em todos os tempos.
A equipe dirigida pelo técnico Vicente Feola fez uma boa campanha na fase de grupos, como duas vitórias e um empate. O Brasil ficou no Grupo 4, ao lado de Áustria, Inglaterra e União Soviética. Para a Copa de 1958, o Brasil mudou a maneira tática de jogar, passando do 4-2-4 pra 4-3-3. A inovação tática foi o posicionamento de Zagallo como "ponta recuado". Conforme Zagallo: "Estávamos com sete jogadores atrás. Quando pegávamos a bola, eu entrava como se fosse um ponta esquerda ofensivo. Jogávamos ofensivamente com a posse de bola e nos fechávamos quando a perdíamos". . A escolha de Zagallo para a função se deveu à preparação física: "Eu tive a felicidade de ser escolhido pelo Feola. Tinha outros bons pontas, como o Pepe, mas ele era um jogador de 50m. Eu era um jogador de 100m".  Antes do torneio, Vicente Feola reuniu os capitães dos times (Castilho, Didi, Nilton Santos, Gylmar, Mauro, Bellini) e mandou que eles escolhessem o capitão. "Vocês é que vão decidir", disse Feola. Os jogadores escolheram Bellini.
Na estreia, uma vitória por 3 a 0 sobre os austríacos. Aos 38 minutos do primeiro tempo, Mazzola abriu o marcador em passe de Didi. Aos 49 minutos, Nilton Santos recuperou uma bola na defesa e avançou. O técnico Vicente Feola gritou, desesperadamente: "volta, volta!", uma vez que os laterais na época tinham funções defensivas, mas o Nilton Santos, resolveu avançar ainda mais, tabelou com Mazzola, invadiu a área e tocou na saída do goleiro austríaco: 2 a 0 para o Brasil. Desconcertado, o técnico recuou: “Boa, Nílton”. Outro passe de Didi para Mazzola fechar o marcador. 3 a 0. De acordo com Djalma Santos, com o jogo tranquilo, Feola dormiu no banco de reservas. Acordou e mandou o time atacar. Aí alguém falou para o Feola: "Professor, já está três a zero". Então, ele berrou: "Segura, segura, que já está bom demais!".
Na partida seguinte, contra os ingleses, apenas um empate em 0 a 0. O primeiro jogo da história das Copas a terminar sem gols. Vavá entrou no time titular no lugar de Dida. Segundo Nilton Santos: "Foi um jogo duro porque a Inglaterra defendia mais do que atacava.(..) O ataque brasileiro não era criativo. O Joel, ponta direita, por exemplo, era um ponta de características previsíveis, normais como os outros.". . Didi: "Não perdemos esse jogo contra a Inglaterra com muita sorte. Faltavam três minutos para terminar o jogo, e o meia esquerda inglês dominou uma bola praticamente no pênalti, e apareceu o Nílton De Sordi que se jogou de peito e a bola tocou no corpo do De Sordi e aí nos salvamos da derrota.". Após o jogo, Paulo Machado de Carvalho falou com Didi: "Eu falei que o Joel era um excelente jogador, mas estava habituado a fazer o quarto homem, o Zagallo também fazia o quarto homem, e ficava praticamente o Vavá e o Mazzola isolado lá na frente, e nós precisávamos de mais força ofensiva, então resolveram contra a União Soviética incluir o Garrincha e o Pelé.".
Na última rodada, os brasileiros eram obrigados a derrotar os soviéticos para garantir a classificação à próxima fase. O jogo envolveu as duas favoritas ao título antes do torneio começar. Faltando um mês para a competição, em 18 de maio de 1958, as bolsas de apostas inglesas colocavam a União Soviética, medalha de ouro nos Futebol nos Jogos Olímpicos de Verão de 1956, com boa vantagem como favorita na proporção de 3.5. O Brasil era o segundo favorito pagando 6.0 e a Argentina em terceiro lugar com cotação de 7.  Devido à má apresentação da equipe, o treinador decidiu para o terceiro jogo substituir Joel, Mazzola e Dino Sani por Garrincha, Pelé e Zito. 
Nos primeiros três minutos, a seleção colocou a bola na trave duas vezes e abriu o placar com Vavá. O correspondente do L'Équipe, Gabriel Hanot, denominou a atuação inicial do Brasil de "os três melhores minutos de futebol já jogados". Vittorio Pozzo, treinador da Itália campeã do Mundo em 1934 e 1938, após o jogo afirmou: "nenhum time pode bater o Brasil quando atua nessa forma". Pozzo descreveu: "os [jogadores] brasileiros trataram os seus adversários com um sentido de humor que, para além do gozo estético, divertiu e fez o público soltar sonoras gargalhadas". O Brasil derrotou os soviéticos por apenas 2 a 0, mas a atuação foi considerada tão espetacular quanto a impressionante vitória sobre a Espanha na Copa de 1950 

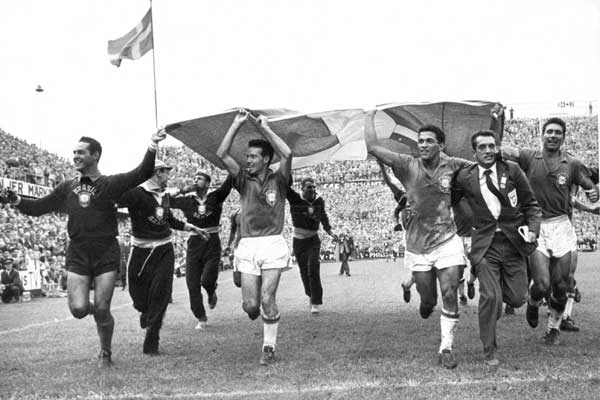
Jogadores da Seleção Brasileira comemoram o primeiro título mundial na Suécia

Nas quartas-de-final, com Mazzola no lugar de Vavá, o Brasil teve dificuldades para eliminar o País de Gales por 1 a 0. Mazzola colocou uma bola no poste no primeiro tempo. O gol da vitória foi antológico de Pelé, que após passe de Didi aplicou um lençol em Mel Charles e finalizou aos 28 do segundo tempo. Aos 38 minutos de segundo tempo, Mazzola fez um gol de bicicleta, anulado pelo juiz por perigo de gol.  Pelé se tornou o jogador mais jovem a marcar em uma Copa do Mundo, recorde que persiste até hoje.
Nas semifinais, com Vavá de volta no lugar de Mazzola, os brasileiros mostraram um grande futebol diante da Seleção Francesa de Futebol, que contava com o astro Raymond Kopa e o artilheiro da competição Just Fontaine, e venceram o rival por 5 a 2. Segundo Pelé: "A França era o time que respeitávamos. Não joguei os dois primeiros jogos, o Brasil não foi bem, mas tinha certeza de que, se o Brasil ganhasse da França, seria campeão. Não perderíamos para outra equipe. E o melhor jogo nosso foi com a França. Contra a Suécia, time da casa, não tinha medo. Muita gente acha o jogo com o País de Gales o mais difícil, mas foi difícil porque só se defendiam. Não tivemos perigo. A França era a única que podia nos derrotar.".
Na final, diante dos donos da casa, outra grande apresentação. Apesar dos suecos até começaram bem, abrindo o placar, o Brasil mostrou tranqüilidade e repetiu o placar diante dos franceses por 5 a 2, a maior goleada de uma seleção em uma final de Copa do Mundo. A única novidade no time para a final foi a entrada de Djalma Santos no lugar de De Sordi. A final foi a estreia da camisa azul como segundo uniforme da Seleção, ocorrida devido ao Brasil haver perdido o sorteio de troca de uniformes (pois ambas as equipes jogavam de camisa amarela e calção azul). Sem uniformes reserva até então, a delegação comprou um jogo de camisas azuis e calções brancos às pressas, e Carvalho motivou os jogadores antes da final lembrando-lhes de que azul também era a cor do manto de Nossa Senhora Aparecida, padroeira do Brasil.
É a final de copa do mundo com o maior número de gols e Pelé se tornou o jogador mais jovem a conquistar uma Copa do Mundo. Recordes que persistem até hoje.
Segundo Pelé, a equipe de 58 foi mais forte do que a  seleção de 1970: "individualmente, acho que a de 58 tinha muito mais jogadores que a de 70. Se você for ver, Didi, Nilton Santos, Garrincha, Pelé, Bellini, excelente em bola alta, Zito no meio. Se comparar o número de jogadores, 58 tinha a melhor equipe.". 

### Grupo 4
| Pos. | Seleção         | P | J | V | E | D | GP | GC | SG |
| ---- | --------------- | - | - | - | - | - | -- | -- | -- |
| 1    | Brasil          | 5 | 3 | 2 | 1 | 0 | 5  | 0  | +5 |
| 2    | União Soviética | 5 | 4 | 2 | 1 | 1 | 5  | 4  | +1 |
| 3    | Inglaterra      | 3 | 4 | 0 | 3 | 1 | 4  | 5  | –1 |
| 4    | Áustria         | 1 | 3 | 0 | 1 | 2 | 2  | 7  | –5 |

| 8 de junho | Brasil                               | 3 – 0     | Áustria | Rimnersvallen, Uddevalla                    |
| 19:00      | Mazzola 38', 89' · Nílton Santos 49' | Relatório |         | Público: 17 788 Árbitro: FRA Maurice Guigue |

| 11 de junho | Brasil | 0 – 0     | Inglaterra | Nya Ullevi, Gotemburgo                    |
| 19:00       |        | Relatório |            | Público: 40 895 Árbitro: GER Albert Dusch |

| 15 de junho | Brasil       | 2 – 0     | União Soviética | Nya Ullevi, Gotemburgo                      |
| 19:00       | Vavá 3', 77' | Relatório |                 | Público: 50 928 Árbitro: FRA Maurice Guigue |

### Quartas de final
| 19 de junho de 1958 19:00 | Brasil   | 1–0      | País de Gales | Gotemburgo, Estádio Ullevi Árbitro: Seipelt (Áustria) Público: 25000 |
|                           | Pelé 66' | (Report) |               |                                                                      |

## Ligações Externas

Gilmar e Juscelino Kubitschek após a conquista da Copa do Mundo 1958.

### Semifinal
| 24 de junho | Brasil                                  | 5 – 2     | França                     | Estádio Råsunda, Suécia                         |
| 19:00       | Vavá 2' · Didi 39' · Pelé 52', 64', 75' | Relatório | Fontaine 9' · Piantoni 83' | Público: 27 100 Árbitro: WAL Benjamin Griffiths |

### Final

#### Detalhes da partida
| 29 de junho de 1958 | Brasil                                     | 5 – 2     | Suécia                      | Estádio Råsunda, Suécia                     |
| 15:00               | Vavá 9', 32' · Pelé 55', 90' · Zagallo 68' | Relatório | Liedholm 4' · Simonsson 80' | Público: 49 737 Árbitro: FRA Maurice Guigue |

| Brasil | Suécia |

| BRASIL:       |    |                   |
|               |    |                   |
| G             | 3  | Gilmar            |
| LD            | 4  | Djalma Santos     |
| Z             | 15 | Orlando           |
| Z             | 2  | Hideraldo Bellini |
| LE            | 12 | Nílton Santos     |
| M             | 19 | Zito              |
| M             | 6  | Didi              |
| A             | 11 | Garrincha         |
| A             | 7  | Mário Zagallo     |
| A             | 20 | Vavá              |
| A             | 10 | Pelé              |
| Treinador:    |    |                   |
| Vicente Feola |    |                   |

| SUÉCIA:       |    |                  |
|               |    |                  |
| G             | 1  | Kalle Svensson   |
| LD            | 2  | Orvar Bergmark   |
| Z             | 6  | Sigge Parling    |
| Z             | 14 | Bengt Gustavsson |
| LE            | 3  | Sven Axbom       |
| V             | 15 | Reino Börjesson  |
| M             | 8  | Gunnar Gren      |
| M             | 4  | Nils Liedholm    |
| A             | 7  | Kurt Hamrin      |
| A             | 11 | Lennart Skoglund |
| A             | 9  | Agne Simonsson   |
| Técnico:      |    |                  |
| George Raynor |    |                  |

| Copa do Mundo FIFA de 1958 |
| Brasil                     |
| -------------------------- |
| Brasil Campeão (1º título) |